# Avant-garde jazz
Avant-garde jazz (también conocido como avant-jazz) es un estilo de música e improvisación que combina música docta del avant-garde y la composición con el jazz. A menudo el Avant-garde jazz suena muy similar al free jazz, pero se diferencia en que, a pesar de su clara desviación de la armonía tradicional, posee una estructura predeterminada, sobre la cual puede ocurrir la improvisación. Esta estructura puede ser compuesta con antelación nota a nota, parcial o incluso completamente. Este estilo se originó en la década de 1950 y se desarrolló durante la década de 1960.

## Historia

### Década del 50
Avant-garde jazz surgió en la mitad de la década del 50 entre un grupo de músicos que rechazaron las convenciones del bebop y post bop en un esfuerzo por borrar la división entre lo escrito y lo espontáneo. Inicialmente el término era sinónimo del free jazz pero comenzó a ser aplicado a música que difería de dicho estilo haciendo énfasis en la estructura y organización usando melodías ya compuestas pero modificando las métricas y la tonalidad así como también utilizando una diferente organización entre solista y acompañamiento. Los músicos que se identifican con esta temprana etapa de este estilo son Cecil Taylor, Lennie Tristano, Jimmy Giuffre, Sun Ra, y Ornette Coleman.

### Década de 1960
En Chicago la Association for the Advancement of Creative Musicians comienza a buscar su propia variedad de Avant-garde jazz. Los músicos que formaban la AACM (Muhal Richard Abrams, Anthony Braxton, Roscoe Mitchell, Hamid Drake, y the Art Ensemble of Chicago)tendieron hacia el eclecticismo.

## Músicos destacados del Avant-garde jazz
- George Adams
- Albert Ayler
- Derek Bailey
- Han Bennink
- Ed Blackwell
- Carla Bley
- Charles Mingus
- Anthony Braxton
- Ernest Dawkins
- Eric Dolphy
- Scott Fields
- John Coltrane
- Mike Garson
- Charles Gayle
- Globe Unity Orchestra
- Joe Harriott
- Theo Jörgensmann
- Jeanne Lee
- Sun Ra
- Joe McPhee
- Myra Melford
- Misha Mengelberg
- Don Pullen
- Sam Rivers
- Matthew Shipp
- Arto Tunçboyacıyan
- Alexander von Schlippenbach
- Patty Waters
- John Zorn
- Cecil Taylor
- Billie Davies
- Ornette Coleman
- Rahsaan Roland Kirk
- Don Cherry
- Sexteto Hindemith 76
- Hermeto Pascoal
- Moondog